# Dumaszínház

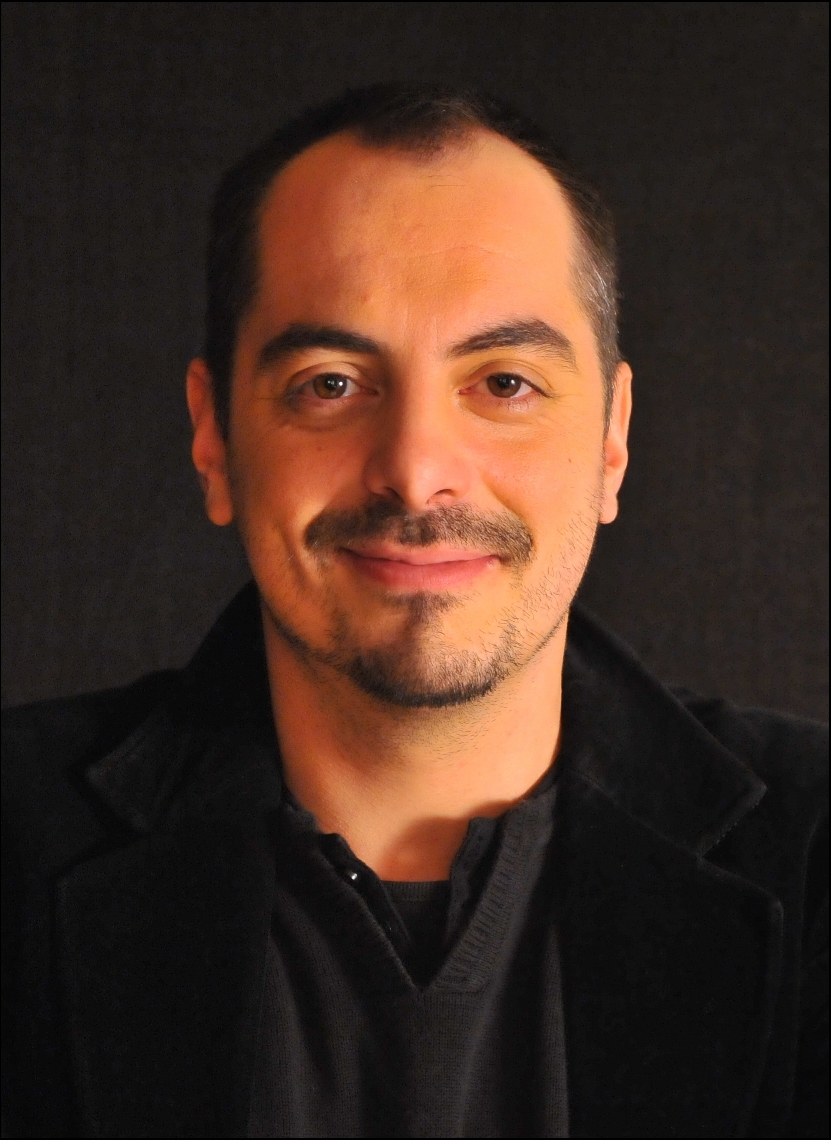
Mogács Dániel

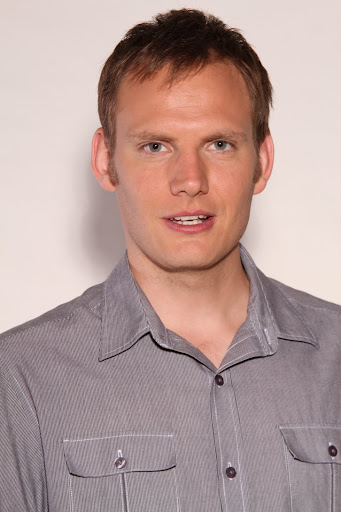
Bödőcs Tibor

A Dumaszínház a stand-up comedy műfajának magyar megfelelője. Az első Dumaszínház 2003-ban nyílt meg Budapesten, a Godot Kávéházban, Sáfár Zoltán, Ardai Tamás és Litkai Gergely irányításával. Kezdetben itt léptek fel a humoristák, kis létszámú közönség előtt. Az előadások mellett folyamatos volt a tehetségkutatás, így az egyre nagyobb létszámú társulat rövid idő alatt népszerűvé tette a stand-up comedy műfaját. A televízió révén előbb a stílus, majd a Dumaszínház vált országosan ismertté. Az ország különböző részein, franchise rendszerben újabb Dumaszínházak nyíltak. 2010-ben a hálózat Budapesten három (Godot-, New Orleans-, és Veranda Dumaszínház), vidéken ötvenöt helyszínből állt, 2013. április elsején a Dumaszínház a Corvin sétányra költözött. Az előadások többsége a 240 fő befogadására alkalmas Corvin Dumaszínházban tekinthető meg. A Dumaszínház „kamaraterme” a Corvin Dumaszínház közvetlen szomszédságában található Kompót DumaKlub, mely a Kompót Bisztróban található. A Dumaszínház és a FÜGE (Függetlenül Egymással Közhasznú Egyesület) kooprodukciójában készült előadások (40! avagy véges élet, A férfiak szexuális világa, Kaputt, Szóvirágok) helyszíne a Jurányi Produkciós Közösségi Inkubátorház.
A humoristák műsorai a televízióban jelenleg két csatornán láthatók: Az RTL Klub Showder Klub adásai a Symbol Budapest étteremben, a Comedy Central bemutatja felvételei pedig a Corvin (régebben a Godot) Dumaszínházban készülnek.

## Fellépők
- Aranyosi Péter
- Bach Szilvia
- Bács Miklós
- Badár Sándor
- Beliczai Balázs
- Bellus István
- Benk Dénes
- Bödőcs Tibor (vendégművész)
- Csenki Attila
- Dombóvári István
- Felméri Péter
- Hadházi László
- Hajdú Balázs
- Janklovics Péter
- Kiss Ádám
- Kovács András Péter
- Kőhalmi Zoltán
- Litkai Gergely
- Mogács Dániel
- Szobácsi Gergő
- Szupkay Viktor
- Tóth Edu

## Vidéki Dumaszínházak
- Ajka Dumaszínház, Ajka
- Manna Mia Dumaszínház, Balatonföldvár
- Dumaszínház a Lellei Pódiumon, Balatonlelle
- Phaedra Dumaszínház, Békéscsaba
- Kossuth Művelődési Központ és Könyvtár, Cegléd
- Celldömölk Dumaszínház, Celldömölk
- Csornai Dumaszínház, Csorna
- Rádió Dabas Dumaszínház, Dabas
- Lovarda, Debrecen
- Kisduna Dumaszínház, Dunaharaszti
- Dunakeszi Dumaszínház, Dunakeszi
- Bartók Kamaraszínház Dumaszínház, Dunaújváros
- Egri Dumaszínház, Eger
- Esztergomi Dumaszínház, Esztergom
- Főnix Mozi Dumaszínház, Füzesgyarmat
- Győri Dumaszínház, Győr
- Hajdúböszörmény Dumaszínház, Hajdúböszörmény
- Jászberény Dumaszínház, Jászberény
- Kalocsai Dumaszínház, Kalocsa
- Dorottya Dumaszínház, Kaposvár
- Kapuvári Dumaszínház, Kapuvár
- Kazincbarcikai Dumaszínház, Kazincbarcika
- Kecskeméti Dumaszínház, Kecskemét
- Pátria Dumaszínház, Kiskőrös
- Tercia Kópháza Étterem Dumaszínház, Kópháza
- Művészetek Háza Dumaszínház, Miskolc
- Kossuth Filmszínház, Mohács
- Fogadó az Öreg Vizához Dumaszínház, Mosonmagyaróvár
- Nádudvari Dumaszínház, Nádudvar
- Nagykanizsai Dumaszínház, Nagykanizsa
- Nyergesújfalui Dumaszínház, Nyergesújfalu
- Intercafé Dumaszínház, Nyíregyháza
- Orosháza Dumaszínház, Orosháza
- Dumaszínház Ózdon az Olvasóban, Ózd
- Pápai Dumaszínház, Pápa
- Pécsi Dumaszínház, Pécs
- Sólyomfészek Dumaszínház, Pilisjászfalu
- Club Zeus Ráckeve Dumaszínház, Ráckeve
- Révkomáromi Dumaszínház, Révkomárom
- Café Frei Dumaszínház, Salgótarján
- Sárvár Fürdő Dumaszínház, Sárvár
- Soproni Dumaszínház, Sopron
- Ebatta Dumaszínház, Százhalombatta
- Jate Klub Dumaszínház, Szeged
- Öreghegyi Dumaszínház, Székesfehérvár
- Szentendrei Dumaszínház, Szentendre
- Szentesi Dumaszínház, Szentes
- Szentgotthárd Dumaszínház, Szentendre
- Szerdahelyi Dumaszínház, Szerdahely
- Szigetszentmiklósi Dumaszínház, Szigetszentmiklós
- Szolnoki Dumaszínház, Szolnok
- Club Pala, Szombathely
- Light Center Dumaszínház, Tata
- Diákcentrum Dumaszínház, Veszprém
- Zalaegerszegi Dumaszínház, Zalaegerszeg